# Ermida de São Tomé

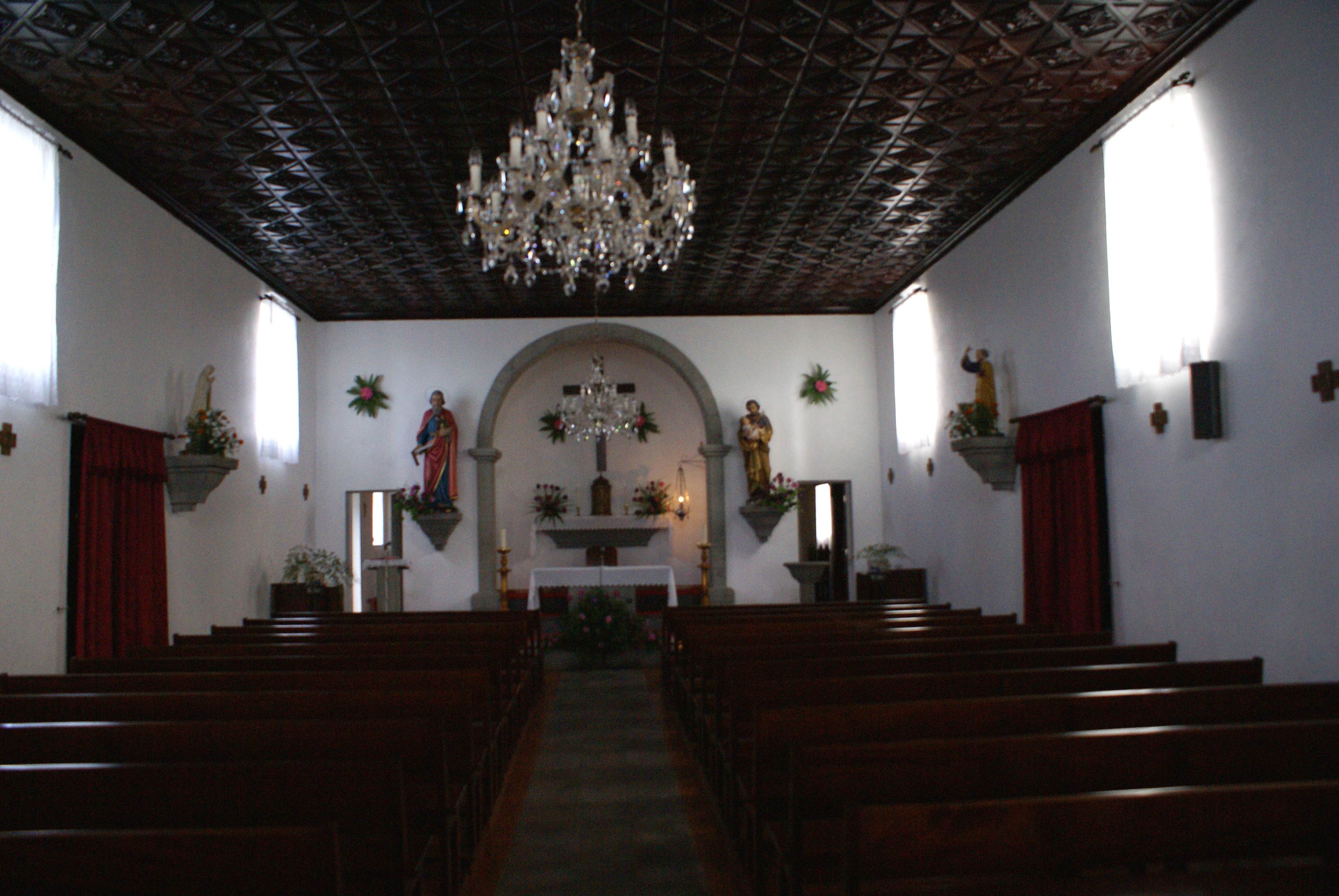
Igreja de São Tomé, interior.

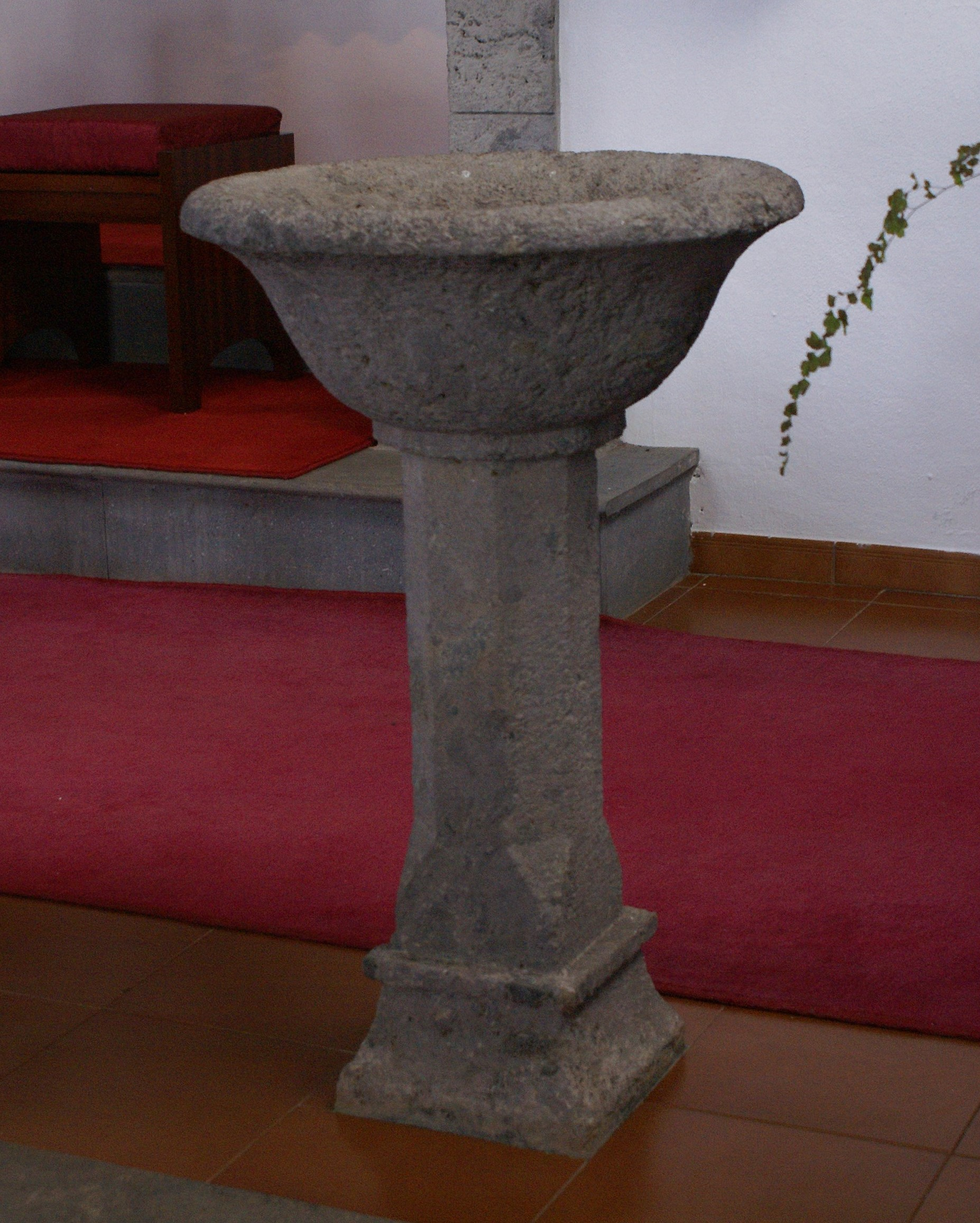
Igreja de São Tomé, pia baptismal anterior.

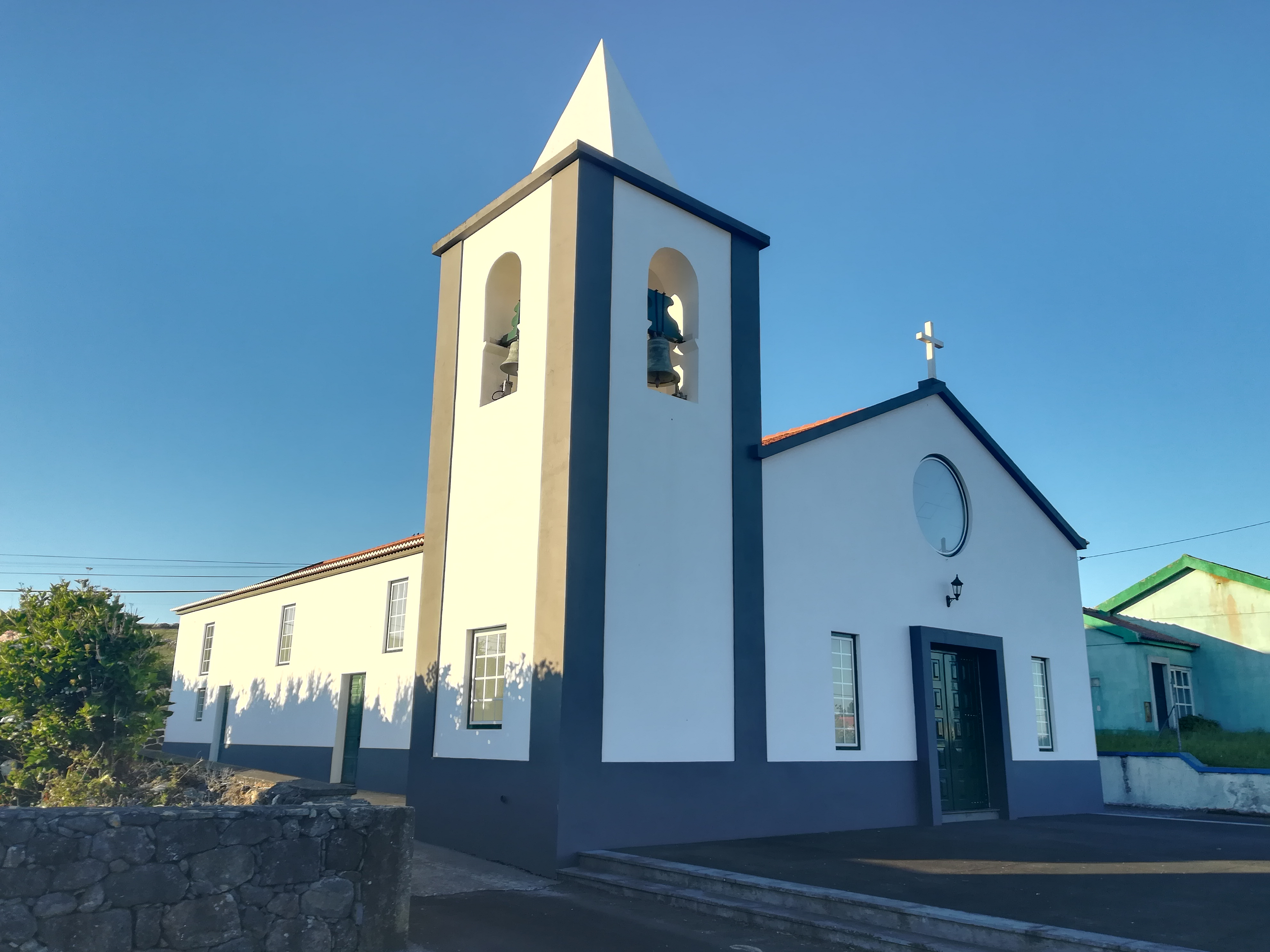
Vista diagonal da igreja de São Tomé. Captada a 24 de julho de 2018.

A Ermida de São Tomé é uma igreja católica localizada no lugar de São Tomé, freguesia de Santo Antão, concelho da Calheta, ilha de São Jorge.

## Descrição e arquitetura
O seu frontispício é simples e dotado de uma só torre sineira. Esta construção foi feita em alvenaria pintada a branco com barras de cor cinza. Ostenta uma rosácea em vitral na fachada sobre a ponta principal.
O seu interior apresenta-se simples, praticamente sem ornamentos. Tem um crucifixo no altar-mor que se encontra ladeado por São Tomé pelo lado do Evangelho e por São José pelo lado da Epístola.

## História
Esta igreja, que foi benzida em 1920, apresenta-se como uma construção recente efectuada sobre uma outra mais antiga, de arquitetura semelhante com barras de cor azul, contudo, tendo duas janelas a mais no seu frontispício. Era dedicada à mesma evocação e foi destruída por um terramoto. No dia 1 de Janeiro de 1980 foi novamente destruída por um terramoto, tendo terminado a sua reconstrução em 1993 data em que foi reaberta ao público.

## Culto
Neste templo, é celebrada a Eucaristia dominical, por norma, às 10h00. Durante a semana, é tambem celebrada a Eucaristia às quartas-feiras, geralmente às 18h30.
A festa em honra do seu padroeiro, que é também desta localidade, é celebrada anualmente no primeiro domingo de julho, com bodo de leite e procissão, precedida de Eucaristia.